# Aue (Wezer)
De Aue, soms ook Bückeburger Aue genoemd, is een zijrivier van de Wezer in Duitsland. De bron ligt ten noorden van de Süntel en ten zuiden van Hattendorf in de gemeente Auetal. Bij Petershagen mondt ze uit in de Wezer.

## Zijrivieren
De Aue vervoert het water van verscheidene kleinere riviertjes en beken uit het gebied van het Wezergebergte, Bückeberg en de Harrl. 

## Geschiedenis
In de voorbije eeuwen werden door de Aue meerdere hamersmidsen en watermolens aangedreven. Sommige van deze molens bestaan nog, maar zijn niet meer in bedrijf. 